# Йокгрім
Йокгрім (нім. Jockgrim) — громада в Німеччині, розташована в землі Рейнланд-Пфальц. Входить до складу району Гермерсгайм. Центр об'єднання громад Йокгрім.
Площа — 12,61 км2. Населення становить 7460 ос. (станом на 31 грудня 2020).